# Serrières (Ardèche)
 Serrières  é uma comuna francesa na região administrativa de Auvérnia-Ródano-Alpes, no departamento de Ardèche. Estende-se por uma área de 3,96 km². Em 2010 a comuna tinha 1 158 habitantes (densidade: 292,4 hab./km²).